# Муткыльта
Муткыльта, Муткыльтан — река в России, протекает в основном в Кудымкарском районе Пермского края (исток и первые несколько сот метров — в Юрлинском районе). Устье реки находится в 3,7 км по правому берегу реки Весым. Длина реки составляет 12 км.
Исток реки в лесах Верхнекамской возвышенности близ границы Юрлинского и Кудымкарского районов в 3 км к западу от деревни Киршина. Исток находится на водоразделе Иньвы и Косы, рядом берёт начало река Кодыл, приток Зулы. Генеральное направление течения — юго-восток, большая часть течения проходит по безлесой местности. На берегах Муткылты стоят деревни Киршина, Егорова, Баранова, Фадеева, Трапезники. Ниже последней впадает в Весым.

## Данные водного реестра
По данным государственного водного реестра России относится к Камскому бассейновому округу, водохозяйственный участок реки — Кама от города Березники до Камского гидроузла, без реки Косьва (от истока до Широковского гидроузла), Чусовая и Сылва, речной подбассейн реки — бассейны притоков Камы до впадения Белой. Речной бассейн реки — Кама.
По данным геоинформационной системы водохозяйственного районирования территории РФ, подготовленной Федеральным агентством водных ресурсов:
- Код водного объекта в государственном водном реестре — 10010100912111100008212
- Код по гидрологической изученности (ГИ) — 111100821
- Код бассейна — 10.01.01.009
- Номер тома по ГИ — 11
- Выпуск по ГИ — 1